# Komoró, Szabolcs-Szatmár-Bereg
Komoró  este un sat în districtul Záhony, județul Szabolcs-Szatmár-Bereg, Ungaria, având o populație de 1.351 de locuitori (2011). 

## Demografie
Componența etnică a satului Komoró
     Maghiari (96,28%)
     Romi (2,43%)
     Necunoscut (0,4%)
     Alții (0,89%)
Componența confesională a satului Komoró
     Reformați (50,56%)
     Romano-catolici (24,06%)
     Greco-catolici (3,11%)
     Fără religie (2,29%)
     Necunoscută (19,99%)
     Alte religii (0,44%)
Conform recensământului din 2011, satul Komoró avea 1.351 de locuitori. Din punct de vedere etnic, majoritatea locuitorilor (96,28%) erau maghiari, cu o minoritate de romi (2,43%). Apartenența etnică nu este cunoscută în cazul a 0,4% din locuitori.  Din punct de vedere confesional, majoritatea locuitorilor (50,56%) erau reformați, existând și minorități de romano-catolici (24,06%), greco-catolici (3,11%) și persoane fără religie (2,29%). Pentru 19,99% din locuitori nu este cunoscută apartenența confesională.